# Маркозия, Леон Антонович
Леон Антонович Маркозия (1913 год — 1980 год) — главный инженер шахты № 1—2 «Красный Октябрь» треста «Орджоникидзеуголь» комбината «Артёмуголь» Министерства угольной промышленности Украинской ССР, Донецкая область. Герой Социалистического Труда (1966).
Указом Президиума Верховного Совета СССР от 29 июня 1966 года «за выдающиеся заслуги в выполнении семилетнего плана по развитию угольной и сланцевой промышленности и достижение высоких технико-экономических показателей в работе» удостоен звания Героя Социалистического Труда с вручением ордена Ленина и золотой медали «Серп и Молот».
Скончался в 1980 году.